# تاورغاء
مدينة تاورغاء هي مدينة ليبية تقع شمال ليبيا، يرجع عمر وتاريخ منطقة تاورغاء إلى أكثر من 5000 سنة قبل الميلاد ومنذ أكثر من 500 سنة عمرت بلدة تاورغاء شعوباً مختلفة من رومان وأمازيغ (هوارة ولواتة) وعرب سمالوس والعرب الفاتحين والمرابطين وعرب مهاجرة وقد وجدت آثار هذه الأقوام من قصور مثل قصر قداس وقصر زرزر وقصور غواط وقصير أبو الطوب وقصر الحاجة وغيرها، وفصاكي حفظ المياه وآبار مثل سانية غواط وتاجموت والباصالية والخرجة، وقد كانت مأوى لكثير من الأشراف والمرابطين الذين استقروا بها ابتداءاً من سنة 1510 تاريخ وصول الفرنجة إلى طرابلس أمثال سيدي جبران وهو من أحفاد مولاي عبد الله دفين منطقة بن قرير بالمغرب وسيدي علي بن عمران الوافي والأول جد وأولاد جبران المعروفين بالمنطقة حتى الآن والثاني هو جد أولاد قبيلة أولاد وافي المعروفة على مستوى ليبيا والمنتشرين في مناطق مختلفة ابتداء من تاورغاء حيث ضريح جديهم والشاطئ وفزان وبن جواد وبو سعدة وبنغازي ويفرن والخمس وسبها وغيرها.
سيدي بن جدوع وهو جد أولاد بن جدوع وسيدي إخليف وهو جد الخليفات، وقد اشتهرت المنطقة بأنهم أبناء السيدة عائشة وهي ولية صالحة يطالها الشرف من ناحية عبد السلام بن سليم الفيتوري (الأسمر) وقد توفيت السيدة عائشة عند إقامتها مع سيدي عبد السلام الأسمر بمنطقة القلعة بوادي سوف الجين عندما نفاها الأتراك من جامع الناقة بطرابلس نتيجة دوره الديني والسياسي والجهادي إبان الحكم التركي لطرابلس، وينقسم سكان تاورغاء إلى قبائل عدة ويرجعون بالنسب إلى الأصول الأتية: قبال لواتة وهوارة والسمالوس والشواشنة وبني سليم وبني هلال والأشراف والأشراف المرابطين. والجدير بالذكر أن هؤلاء السكان ينتمون إلى القبائل المعروفة الآن على مستوى ليبيا بكاملها مما يؤكد أصالة هؤلاء السكان وارتباطهم الوثيق ببقية القبائل الليبية أمثال قبائل أولاد سليمان وأولاد وافي والقواليش والفرجان والهماملة المحاميد والزاوية والعمامرة وغيرها من القبائل الأخرى المنتشرة.
ينتمي أفراد قبيلة السمالوس إلى جدهم الأكبر الولي الصالح نصر المُلقّب بجبار الكسر ويوجد مقامة شرق مدينة طرابلس (نصر بن زارع بن غانم بن علي المقاني بن عبد القادر الجيلاني الحسني العلوي الهاشمي المتوفي سنة 651هـ وهو نسبه معروف ولقب سيدي نصر جبار الكسر وهو معناه اسم _ ألوس باللهجة الأمازيغية والذي خفف ونطق فيما بعد السمالوس) وقد عقب ستة أولاد منهم عشائر القاضي- وسلطان وأمهم من أولاد سليمان، وسليم ومحيريز وسيدي عزيز وأبو حريرة وعبد الله وكان أخلاف محيريز المحاريز وأخلاف القاضي هم القواضي وأخلاف سلطان هم السلاطنة؛ ؛ ولم يعقب كل من سيدي عزيز ولا بو حريرة؛ أما عبد الله فقد تزوج من امرأة من أولاد بوسيف وخلف منها تسعة أبناء وهو جد السمالوس في مصر.

## جذور تاورغاء وأصولهم
قديماً وصلت ثلاث قبائل إلى ليبيا وهم لواته–هوارة–موزاته فاستقرت لواته في منطقة إجدابيا في أرض برقة، واستقرت هوارة في تاورغاء واستقرت موزاته في ودان، حيث ملكت هذه المناطق الثلاثة أوّلا وساروا نحو الغرب إلى بلاد أرميك وطرابلس وزوارة ونفوسة والقيروان وبقية مناطق القارة الأفريقية، بهذا يعتبر أول من استوطن وملك في تاورغاء قبيلة هوارة وتغلب عليهم البشرة السمراء وبقي التنقل بينهم وبين إخوانهم سالفي الذكر ببرقه وودان، بالإضافة إلى القبائل المصرية من قبل تاريخ ميلاد سيدنا المسيح عليه السلام بما يقارب ثلاثة آلاف سنة تقريباً، ويعتبر عمر تاريخ منطقة تاورغاء إلى خمسة آلاف سنة قبل وبعد الميلاد وخاصة في الفترة ما قبل الميلاد.
كونت تاورغاء مملكة وحدودها من برقة حتى طرابلس وحكمت لمدة أكثر من 750سنة[بحاجة لمصدر] بعدة ملوك ومن ضمنهم ملكة التي أهدت عدة هدايا لملوك بلاد النوبة الموجودة بمتاحف الخرطوم الآن، وقد تعرضت مملكة تاورغاء في تلك الفترة إلى الغزو الروماني والإغريقي ثم تقزمت واختفت واندثرت على مر العصور.
عندما استقر فيها الرومان خاصة أنشأوا فيها ميناء الملفى (ميناء مرزوقة) الذي بقي أثره إلى هذا اليوم، وكذلك يعتر أول ميناء في الشمال الأفريقي[بحاجة لمصدر] وأنشأوا قصر الدرمان مركز المملكة الموجود في تاورغاء، وكذلك أنشأوا قصر الوسيع وقصر قداس وقصور غواط والتي كانت تسمى بأسماء رومانية، وأنشأوا السدود المائية في سوف الجين وميمون وزرزر وقداس وأوحيدة والخرجة وغرغور للزراعة في هذه الأودية.
وبدأت التجارة فيها عبر الميناء وكان من أهمها تصدير الملح وجلب المواد الأخرى لمتطلبات الحياة اليومية ويعتبر الميناء للتجارة في الشمال الإفريقي كحلقة وصل بين الدول الأوروبية وأفريقيا، وبعد حقبة من الزمن تعامل أهالي تاورغاء مع إخوانهم في مصر في عهد الملك شيشنق الأول وهو أحد ملك مصر القدماء وأصله من القبائل البربرية، والقائد ماريبي السامالوسي الذي ترجع أصوله أيضا إلى القبائل العربية وهم أول من جلب الأبقار إلى منطقة تاورغاء، وكذلك محصول زراعة البردي التي تستخرج منه حبوب للغذاء ويستعمل في صناعة الورق، ونذكر حادثة أنه والي صبراته تديَن من والي تاورغاء 3000 قنطار من هذه الحبوب حسب رواية الإسكندر المقدوني[بحاجة لمصدر]، وبعد هذه الآونة مر بها عدد من الرحالة من بينهم الرحالة العلامة ابن بطوطة الذي تحدث عن طيبة أهلها وثمرها كما تعاملوا أيضا مع لبدة وصبراته وشحات وسوسة والقيروان وطرابلس وأخوتهم الأمازيغ ونفوسة، وفي استقلال ليبيا سنة 1952م دخلت البرلمان السياسي وأصبحت مديرية في المملكة الليبية، من الشيوخ الذين دخلوا في البرلمان السياسي وشاركوا مع المملكة الليبية وهم الشيخ مفتاح الشريع – الشيخ سالم عكش وبعدها حولت في عهد القذافي إلى بلدية واتحاد اشتراكي ومؤتمر شعبي يتبع شعبية مصراته.

## التسمية
كثير من المدن الليبية ما زالت تحتفظ بأسماءها الأمازيغية القديمة نسبة إلى أسماء قبائل أو صفات للمكان..تاورغا هي لفظة أمازيغية مشتقه من الجذر (أورغ) بمعنى اللون الأصفر الذهبي ، ومنها اشتق اسم بني تاوغا أحد بطون هوارة، تاورغا تعني عشب رعويّ مصفر، نزح أغلب سكانها الأصليين إلى مناطق أخرى تاركين مواليهم من الرقيق الذين يرجعون بأصولهم إلى الرقيق السوداني الذي جاء إلى طرابلس الغرب أو جلب إليها عن طريق تجار مسراتة منذ القرن الـخامس عشر  وأصبح هو الغالب على هذه المنطقة الآن، فتاورغي تعني شحوب في اللون فيقال فلان وجهه شاحب أي وجهه مصفر، كما تطلق ورغا على أحد بطون هوارة حيث توجد بقايا منهم في جنوب تونس حتى يومنا الحاضر.

## الاقتصاد
اشتهرت هده المنطقة بأشجار النخيل والذي يعتبر الثروة الحقيقية بها والداخل إلى المنطقة يشعر في اللحظة الأولى بأنه في منطقة استوائية نظرا لكثافة أشجار النخيل ونبات الديس وسواقي الماء.
فأما منتجاتها نجد في مقدمتها التمور وأبرزها تمر (البرسيل) وهي سلة من الجريد يوضع فيها التمر بعد عجنه كما تنتج من نبات الديس الحصائر والحبال.
كذلك يوجد بها مجمع الأبقار والدواجن للإنتاج الحيواني ففي عامي (1981_1982) تضمن المشروع حظائر سعتها (600) رأس من الأبقار الحلوب ومصنع لإنتاج الحليب ومشتقاته ومجمع لإنتاج لحوم الدواجن طاقته 6 ملايين رأس سنويا وتربية جدود وأمهات دجاج اللحم وبها معمل ذبح وحفظ اللحوم ومصنع الأعلاف المركز وزارعة الأعلاف لاستهلاك المجمع. كما يوجد بها مشروع زراعي ثم تخصيصه للمواطنين وترتكز هذه المشاريع على معلم طبيعي وهو عين تاورغاء والتي ذكرت في بعض الكتب إبان الفتح الإسلامي وهذه العين تمتد إلى قرابة عشرة كيلومتر من منبعها في وسط المنطقة تقريبا باتجاه الشمال وتتفرع منها سواقي في مختلف الاتجاهات لتغذي أغلب المزروعات وتصل مياهها إلى الطريق الساحلي والمار على الطريق يلاحظ الساقية الممتدة بمحادثاتها على اليمين في اتجاه الغرب إلى العاصمة طرابلس.
يوجد بها عديد من آبار المياه الكبريتية الساخنة وتعتبر هده المنطقة منطقة جذب سياحي في حالة استغلالها على الوجه الأمثل نظرا لوجود غابات النخيل والسواقي والمباني القديمة.

## تاريخ المدينة
قد ذكروا فيما ذكروه من أسباب الهزيمة أن محمد بن العباس الأشعث قائد الحملة العباسية بعد أن هزمه أبو الخطاب تظاهر بأن الهزيمة كانت ساحقة وأنه من العبث أن يعيد الكرة على أبي الخطاب وأنصاره فابتعد عن مكان الواقعة بمراحل عديدة، وفي الوقت نفسه خلف عيونا ترعى حركات جيوش أبي الخطاب التي يقال أنها تفرقت لحصاد الزرع واستبعادا لرجوع أبي الأشعث وجنوده، وقد حذر أبو الخطاب أصحابه من سوء عاقبة التخاذل والأمن من مكر أبي الأشعث ولكنهم أبوا من قبول رأيه حرصا على جمع حبوبهم. فصح ما تنبأ به إذ عاد حالا ابن الأشعث بجيوشه مغتنما فرصة تفرق أتباع أبي الخطاب طاويا مراحل كثيرة في يوم أو يومين ففاجأ الخطابيين على غير استعداد منهم واشتبك معهم في تاورغا. واقتتلوا قتالا شديدا دام أياما عديدة انتهى بهزيمة أبي الخطاب وحضور أجله وأجل اثني عشر ألفا من أصحابه في هذه الواقعة السيئة العواقب عليه وعلى غيره إذ انتشر الذعر في الولايات التي يحكمها واضطرب جبل الأمن فيها جميعا، وواصل محمد بن الأشعث الزحف على البلاد طولا وعرضا حتى وصل العاصمة الكبرى (القيروان) فتنحى عنها عامل أبي الخطاب عبد الرحمن بن رستم عليها وعلى ما حولها إلى الحدود الطرابلسية فارّا بنفسه إلى المغرب الأوسط حيث أسس به الدولة الرستمية الأباضية واتخذ تيهرت قاعدة لها ومن بعده تولاها أبناؤه بالنتخاب الشرعي واستبحرت في العمران والمدنية إلى حد كبير كما سيأتي الحديث عنها.
ومما يذكر أن واقعة تاورغا التي انتصر فيها العباسيون كان بعض أتباعهم يفاخرون بها الخطابيين: فيقولون لهم ما تفسير «تاورغا» فيجيبونهم بأن تفسيرها «مغمداس الذي قتل فيها منكم أربعة أكداس كل كدس فيه أربعة آلاف رأس»، وعرفت تاورغاء إبّان فترة الاحتلال التركي لليبيا ثورة عارمة قادها الشيخ جبر بن موسى عام 1634 م ضد ظلم الوالي الساقزلي ولكن لم يكتب الله لهذه الثورة النجاح وعادت تاورغاء للاحتلال التركي من جديد.
وعرفة في فترة الاحتلال الإيطالي لليبيا، حين تلقى فيلق العقيد بينكو المؤلف من 2300 جندي على أثر اصطدامه بالمجاهدين في تاورغاء، هزيمة نكرى مما اضطر اللواء تساوني في هذه المعركة من خلال برقيته إلى إبلاغ وزارة المستعمرات والحربية والأركان عن شجاعة المجاهدين وتشوقهم إلى الاستشهاد تعبيرا حيا عندما أشار إلى مهاجمة المجاهدين للجنود الإيطاليين حتى بدون سلاح. كما كان يتوافد إليها أغلب سكان المناطق المجاورة في موسم جني الثمور الآمر الذي جعل من بعض الوافدين إليها يستقر بها وكذلك من أغلب مناطق ليبيا حتى منطقة العجيلات غربا للمشاركة في مزار (السيدة عائشة).

## السكان
تاريخيا كانت منطقة تاورغاء موطنا لقبائل لواتة البربرية..ومن المرجح أن تكون قبيلة السمالوس فرعا من فروعها..ثم توالت عليها فروع من قبائل بني سليم من أهمها أولاد سليمان (دباب جذم بني سليم) وكانوا أقوياء بهذه المنطقة من طرابلس ومنهم القبيلة المعروفة بالميايسة وكذلك من زغبة (جذم بني هلال) ومجموعات تمثل فروعا عربية أخرى ومهاجرين من المرابطين والإشراف من شتى الأماكن والبلدان..استوطنت هذه المنطقة التي اشتهرت بأشجار النخيل وبكثرت السواقي والمستنقعات..